# Henry Hawley
Henry Hawley (ok. 1679–1759), brytyjski generał-porucznik, służył w armii od 1694.
Brał udział w wojnie o sukcesję hiszpańską. Po bitwie pod Almansą w 1707 roku powrócił do Anglii i niebawem został oficerem w 19. Pułku Piechoty.
W 1715 wziął udział w tłumieniu I Wielkiej Rebelii i został ranny w bitwie pod Sheriffmuir.
Przez kolejne lata wiernie służył w wojsku, awansując w 1739 na generała-majora.
W 1743 towarzyszył królowi Jerzemu II w podróży na kontynent, jako naczelny dowódca kawalerii pod zwierzchnictwem Johna Cope'a.
W roku 1745 najpierw, jako jeden z dowódców, wziął udział w bitwie pod Fontenoy, gdzie odznaczył się nieudanym atakiem na Francuzów, a następnie w grudniu otrzymał dowództwo nad armią walczącą z jakobitami, z których rąk poniósł już w styczniu 1746 porażkę pod Falkirk. W wyniku tego został podporządkowany księciu Cumberlandowi i otrzymał komendę nad kawalerią. Pod rozkazami księcia wziął udział w bitwie pod Culloden, po której otrzymał przezwisko Wisielca Hawleya, odznaczając się wyjątkową brutalnością wobec wycofujących się i rannych Szkotów.
Karierę zakończył jako gubernator miasta Portsmouth, gdzie zmarł w roku 1759. Został pochowany w  Hartley Wintney w hrabstwie Hampshire.